# هفت گناه کبیره (فیلم ۱۹۶۲)
هفت گناه کبیره (فرانسوی: les sept péchés capitaux‎) فیلمی به کارگردانی روژه وادیم، کلود شابرول، ژاک دمی، ژان-لوک گدار، اوژن یونسکو و ادوارد مولینارو است که در سال ۱۹۶۲ منتشر شد.

## داستان فیلم
هر قسمت توسط یک فیلمساز جوان نزدیک به موج نو کارگردانی می‌شود و با طنز یک گناه بزرگ را به تصویر می‌کشد.
خشم

به کارگردانی سیلون دام و مکس دوئه بر اساس فیلمنامه ای از اوژن یونسکو. خشم مردی را فرا می‌گیرد که در سوپ یکشنبه اش مگسی پیدا می‌کند. در محله او، شهرش، کشورش و به زودی در تمام دنیا پخش می‌شود.
حسادت

به کارگردانی ادوارد مولینارو. با بازی دنی ساوال (رزت) و کلود براسر (ریری). پیشخدمت روزت که به ستاره سینمایی که در هتلی که در آن کار می‌کند، حسادت می‌کند، تمام تلاشش را می‌کند تا معشوق بازیگر زن را اغوا کند.در نمای بعد، او همان هنرپیشه است که به شادی و سرخوشی خدمتکار(همان هنرپیشه نمای قبل) قبطه میخورد.
تنبلی

نویسندگی و کارگردانی ژان لوک گدار. ادی کنستانتین، که نقش خودش را بازی می‌کند، نو ستاره‌ای به او نزدیک می‌شود که او را با نیت مشخص به خانه‌اش می‌برد. اما تنبلی او مانع می‌شود که اتفاق غیراخلاقی بیافتد.
شهوت

به کارگردانی ژاک دمی بر اساس فیلمنامه ای از خودش و روژه پیرفیت. ژاک (لورن ترزیف) و برنارد (ژان-لویی ترنتینیان) در بازتولید باغ لذت‌های دنیوی اثر هیرونیموس بوش به دنبال تعریف شهوت هستند. برنارد دوران کودکی خود را با والدینش (ژان دسایی و میشلین پرل) به یاد می‌آورد، زمانی که شهوت را با تجمل اشتباه می‌گرفت. نیکول برگر نیز در این فیلم حضور دارد.
غرور

به کارگردانی روژه وادیم بر اساس فیلمنامه ای از فلسین مارسو. زنی (مارینا ولادی) معشوقه خود (سامی فری) را ترک می‌کند تا پیش همسرش (ژان-پیر آمون)که به او خیانت می‌کند بازگردد، چیزی که غرور او به سختی آن را می‌پذیرد.
پرخوری

به کارگردانی فیلیپ د بروکا بر اساس فیلمنامه ای از دنیل بلونژه. والنتین (ژرژ ویلسون) به خاکسپاری پدرش که بر اثر سوء هاضمه مرده بود می‌رود، اما توقف برای غذا خوردن در راه باعث می‌شود که او برای غذای بعد از مراسم خاکسپاری دیر برسد.
طمع

کارگردانی و فیلمنامه توسط کلود شابرول. گروهی از دانشجویان دانشگاه در پاریس رؤیای یک شب عاشقانه با سوزان را در سر می‌برند که نرخ‌هایشان سرسام‌آور است. برای جمع‌آوری پول، قرعه‌کشی بین خود ترتیب می‌دهند تا حداقل برنده فانتزی آنها را اجرا کند. از بازیگران این فیلم می‌توان به کلود بری، ژان کلود بریالی، ژان پیر کسل، کلود ریش، ژاک شاریه و خود کلود شابرول به عنوان داروساز (حرفه ای که پدرش برای او می‌خواست) اشاره کرد.